# 在スイス日本国大使館
在スイス日本国大使館（ドイツ語: Japanische Botschaft in der Schweiz、フランス語: Ambassade du Japon en Suisse、イタリア語: Ambasciata giapponese in Svizzera、英語: Embassy of Japan in Switzerland）は、スイスの首都ベルンにある日本の大使館。在リヒテンシュタイン日本国大使館の兼轄をしている。

## 沿革
- 1864年2月6日、14代将軍徳川家茂の治世において、日本瑞西国修好通商条約が締結される[2]。
- 1879年、在フランス日本帝国公使館が在スイス日本帝国公使館との兼轄を開始する[3]。
- 1916年、ベルンに在スイス日本帝国公使館が開設される[3]。
- 1945年8月15日、第二次世界大戦の敗戦により大日本帝国が崩壊[4]、連合国に外交主権を奪われた日本はスイスとの国交が凍結、ベルンの公使館の閉鎖を余儀なくされる。
- 1952年4月12日、来たる日本国の独立に先駆けて「在外公館の名称及び位置を定める法律」が制定され、在スイス日本国公使館の設置が定められる[5]。
- 1952年4月28日、サンフランシスコ平和条約の発効により日本国が独立、スイスは同条約の締結国ではないが日本が外交権を回復したことにより両国の外交関係が正式に再開される[6]。
- 1955年7月1日、ベルンの公使館が在スイス日本国大使館に昇格する[7]。
- 1996年6月、日本とリヒテンシュタインの間で外交関係が樹立される[8]。
- ベルンの大使館が在リヒテンシュタイン日本国大使館との兼轄を開始する[1]。

## 所在地
Engestrasse 53, 3012 Bern, Schweiz